# Darcy Pereira de Azambuja
Darcy de Azambuja (Encruzilhada do Sul, 26 de agosto de 1901 — Porto Alegre, 14 de março de 1970) foi um escritor, professor universitário e jurista brasileiro.

## Carreira
Estudou na Escola Inácio Montanha e no Colégio Militar de Porto Alegre, onde conclui o curso de agrimensura, em 1921.
Formado pela Faculdade Livre de Direito de Porto Alegre em 1927, foi no mesmo ano nomeado como promotor. Foi procurador-geral do Estado, secretário do Interior e Exterior e participou da Assembléia Constituinte do Estado como líder do governo em 1935.
Professor da Universidade Federal do Rio Grande do Sul nos cursos de direito, ciências sociais e jornalismo e, na Pontifícia Universidade Católica do Rio Grande do Sul, lecionou na Faculdade de Filosofia, Ciências e Letras, na Faculdade de Filosofia, e foi [fundador da Faculdade de Direito.
Foi  membro do Instituto Histórico e Geográfico do Rio Grande do Sul e da Academia Rio-Grandense de Letras. Se destacou cedo na literatura por descrever o ambiente gaúcho, tendo influência de João Simões Lopes Neto em seus textos. Foi redator do jornal A Federação.

## Obras
Escreveu sete obras, sendo estas:
- Teoria Geral do Estado, Globo, 2006, 44ª edição (ISBN 8525005940)
- Introdução à Ciência Política, Globo, 1999, 12ª edição (ISBN 8525002577)
- No galpão – contos, 1925
- Decadência e Grandeza da Democracia - Ciência Política, 1945
- A Racionalização da Democracia - Direito Público e Constitucional, 1933
- Romance antigo – romance, 1940
- Coxilhas – contos, 1957